# Salgar

Bandeira de Salgar.

Localização de Salgar, no departamento de Antioquia.

Salgar é uma cidade e município da Colômbia, no departamento de Antioquia. Dista 97 quilômetros de Medellín, a capital do departamento. O município possui uma superfície de 418 quilômetros quadrados.